# Fryderyk Krasicki
Fryderyk Krasicki (ur. 4 marca 1888 w Zagórzu, zm. 6 października 1961 w Warszawie) – polski prawnik, dziennikarz, urzędnik, poseł na Sejm RP III kadencji, podporucznik cesarskiej i królewskiej armii oraz rezerwy piechoty Wojska Polskiego.

## Życiorys
Syn Jana (ślusarz) i Petroneli z domu Pawlikowskiej. W 1908 zdał eksternistycznie egzamin dojrzałości w C. K. Gimnazjum Męskim im. Królowej Zofii w Sanoku. Wcześniej, brał udział w strajkach w 1905, za co został skreślony z listy uczniów sanockiego gimnazjum. Studiował na Wydziale Prawa w Uniwersytecie Franciszkańskim we Lwowie (1908–1909) i na Wydziale Prawa Uniwersytetu Jagiellońskiego w Krakowie (1911–1914).
Przed 1909 pracował jako urzędnik w kopalni ropy naftowej w Borysławiu. Podczas studiów działał w organizacji „Promieniści”, był członkiem Czytelni Akademickiej im. Adama Mickiewicza we Lwowie, Związku Strzeleckiego (w 1913 pełnił funkcję zastępcy skarbnika Zarządu Okręgowego Związków Strzeleckich w Krakowie). W latach 1908–1913 był współpracownikiem tygodnika „Przyjaciel Ludu”, w tym od 1912 do 1913 sekretarzem i redaktorem, a także osobistym sekretarzem Jana Stapińskiego. Związał się z Polskim Stronnictwem Ludowym (był sekretarzem na obszar Zachodniej Małopolski), a od 1913 był członkiem PSL Lewica.
Od 1 października 1909 służył w Armii Austro-Węgier i kształcił się w szkole jednorocznych ochotników, odbył także kurs karabinów maszynowych. Po wybuchu I wojny światowej w szeregach c. k. armii, od listopada 1914 do lutego 1918 przebywał w niewoli rosyjskiej. Następnie w stopniu podporucznika został dowódcą kompanii asystencyjnej w 45 pułku piechoty w Nisku. U schyłku wojny od 1 listopada 1918 służył w Wojsku Polskim. Został zweryfikowany do stopnia podporucznika rezerwy ze starszeństwem z dniem 1 czerwca 1919. Następnie został wyreklamowany ze służby wojskowej przez Polską Komisję Likwidacyjną i przeniesiony do rezerwy z dniem 9 kwietnia 1925 w stopniu podporucznika.
Do stycznia 1920 był redaktorem „Przyjaciela Ludu”. Następnie pracował jako referent aprowizacji w Ministerstwie Aprowizacji, po czym od lipca 1922 ponownie był redaktorem „Przyjaciela Ludu”. W kolejnych latach do 1925 był zatrudniony w służbie państwowej w Ostrowi Mazowieckiej, Kutnie i Kamieniu Koszyrskim. Zamieszkiwał w Głębokiem, Święcianach i Jaworowie – pracował jako urzędnik samorządowy, sekretarz sejmiku i kierownik Biura Wydziału Powiatowego Sejmiku Święciańskiego w Święcianach.
W 1926 został członkiem Stronnictwa Chłopskiego, później był organizatorem prosanacyjnego ZCh. W 1933 został współzałożycielem Warszawskiego Klubu Społeczno-Politycznego. W 1930 został posłem na Sejm RP III kadencji, wybrany w okręgu wyborczym nr 64 Święciany z ramienia BBWR. Należał do komisji komunikacyjnej, opieki społecznej i inwalidzkiej. Po upływie kadencji w połowie lat 30. wycofał się z działalności politycznej. Po zakończeniu II wojny światowej w 1946 został inspektorem Departamentu Kontroli Ministerstwa Aprowizacji i Handlu.
Po wojnie zamieszkiwał przy Placu Konstytucji 2 m. 36 w Warszawie. Zmarł 6 października 1961 w Warszawie. Został pochowany na Cmentarzu Wojskowym na Powązkach w Warszawie (kwatera C2-7-3).
Był wujem Mieczysława Granatowskiego. Jego żoną została Maria z domu Drożdżak. Ich synami byli Jan Krasicki (1919–1943, działacz komunistyczny), Witold (ur. 1921) i Jerzy (ur. 1923).

## Ordery i odznaczenia
- Medal Niepodległości (24 października 1931)[8]
- Srebrny Krzyż Zasługi (dwukrotnie: 13 czerwca 1930[9], 18 lipca 1946[10])